# Syrista
Syrista is een geslacht van halmwespen (familie Cephidae).

## Soorten
- S. parreyssii (Spinola, 1843)